# Simmershausen (Fuldatal)
Simmershausen ist ein Ortsteil der Gemeinde Fuldatal im nordhessischen Landkreis Kassel.
Die Simmershäusner werden auch Schneegänse genannt.

## Geographische Lage
Simmershausen liegt wenige Kilometer nördlich von Kassel an der Fulda, westlich der Fuldaschleife, die die Landzunge Gut Kragenhof einschließt. Durch den Ort fließt der Bach Espe (in Simmershausen „Haufe“ genannt), der wenige Meter unterhalb in die Fulda mündet. Die Staustufe Wahnhausen westlich von Wahnhausen staut die Fulda hier zu einem lang gestreckten See auf. Das Dorf befindet sich an einem Hang westlich des Flusses. Die nächsten Nachbarorte im Gemeindegebiet sind das weiter nördlich gelegene Rothwesten, das an der Fulda-Staustufe gelegene Wahnhausen sowie das südlich zwischen Kassel und Simmershausen gelegene Ihringshausen. Simmershausen ist mit 11 Brücken der Brückenreichste Ort in der Gemeinde.

## Geschichte
Erstmals urkundlich erwähnt wurde Simmershausen im Jahre 1074 als Simareshusun auch Simaressun in den Güterregistern des Klosters Hasungen. 1308 schenkte Ludolph I. Groppe von Gudenberg bei der Aufnahme einer seiner Töchter in das Kloster Ahnaberg diesem das Kirchenpatronat von Simmershausen.  Im Jahr 1397 verkaufte Burkhardt von Schöneberg das Dorf an die Landgrafschaft Hessen.
Etwas westlich von Simmershausen lag der im 14. Jahrhundert wüst gefallene kleine Ort Barghausen, dessen Bewohner wohl nach Simmershausen zogen.
Im Jahr 1999 erschien zur 925-Jahr-Feier die Chronik über Simmershausen, die inzwischen durch einen Ergänzungsband erweitert wurde.

### Ortsname
Der in Urkunden wiedergegebene Ortsname veränderte sich im Laufe der Zeit mehrfach, je nachdem, wie der Schreiber es gehört hatte bzw. glaubte, das Gehörte am besten schriftlich wiederzugeben (in Klammer das Jahr der Erwähnung):: Simareshusun, Simaressun (1074), Simeressun (Anfang 12. Jahrhundert), Simonshusen (1240), Simanneshusen (1271), Symanshusen (1313), Obernsimedshusen (1339), Symishusen (1367), Symetshusen (1395), Symershusen (1520).

### Gebietsreform
Im Zuge der Gebietsreform in Hessen entstand am 1. Januar 1970 durch den freiwilligen Zusammenschluss der bis dahin selbständigen Gemeinden Ihringshausen, Simmershausen, Wahnhausen, Knickhagen und Wilhelmshausen die Gemeinde Fuldatal.
Dadurch wurde Simmershausen ein Ortsteil der Großgemeinde Fuldatal. Sitz der Verwaltung wurde Ihringshausen.

## Kultur und Sehenswürdigkeiten
Simmershausen bietet dem Besucher nicht nur alte, guterhaltene Fachwerkhäuser. Es befinden sich hier auch das Heimatmuseum Fuldatal sowie das Wassererlebnishaus Fuldatal, wo ständig verschiedene Lernangebote rund um das Wasser angeboten werden.

## Persönlichkeiten

### Söhne und Töchter des Orts
- Hans Otfried Dittmer (1952–2018), Schriftsteller und Verleger

### Mit Simmershausen verbundene Persönlichkeiten
- Hans Dittmer (1893–1959), evang. Pfarrer und Schriftsteller
- Oliver Gerke (* 1973), Künstler und Autor
- Lenard Kunde (* 1971), deutscher Schauspieler
- Frank Holzförster (* 1968), Geologe, Autor und Wissenschaftlicher Leiter Geozentrum an der Kontinentalen Tiefbohrung Windischeschenbach